# Symbole explicatif

Le symbole explicatif ‹ ɔ: › dans un dictionnaire dano-norvégien d’Ivar Aasen publié en 1873.

Le symbole explicatif (forklaringstegn en danois et norvégien, förklaringstecken en suédois), ɔ: ou ɔ, est un symbole typographique utilisé en danois, en norvégien, en suédois, et anciennement en islandais, pour indiquer une note d’explication ou de clarification.
Il est utilisé à la place des expressions det vil sige en danois, det vil si en norvégien, ou det vill säge en suédois, pouvant être traduites par c’est-à-dire (ou son abréviation c.-à-d.).

## Histoire
Ce symbole est utilisé du Moyen Âge jusqu’au XXe siècle lorsque son usage a fortement diminué avec changement de technologies de création de documents.
Bien qu’aillant un usage similaire, ce symbole n’est sans doute pas apparenté au symbole antisigma grec ou latin ‹ ͻ › utilisé dans les manuscrits, il proviendrait plutôt d’une évolution de l’abréviation latine i.e. (id est, « c’est-à-dire ») représentée par ‹ .ı › (i sans point parfois recourbé).